# تینا اسلون
تینا اسلون (انگلیسی: Tina Sloan؛ زادهٔ ۱ فوریهٔ ۱۹۴۳) هنرپیشه اهل ایالات متحده آمریکا است.
از فیلم‌هایی که او در آن نقش داشته، می‌توان به قوی سیاه و تغییر خطوط اشاره کرد.